# Fine Clothes
Fine Clothes is een Amerikaanse filmkomedie uit 1925 onder regie van John M. Stahl.

## Verhaal
De goedhartige, Londense handelaar Peter Hungerford heeft geld gespaard om het faillissement van zijn kledingzaak af te wenden. Zijn plannen lopen in het honderd, als zijn vrouw Adele ervandoor gaat met zijn winkelbediende Oscar. Peter vindt werk in de kaashandel van de graaf van Denham. Zijn vroegere kassajuffrouw Paula wordt diens secretaresse. Als de graaf zijn oog laat vallen op Paula, waakt Peter er nauwgezet over dat er geen affaire kan ontstaan. Eerst wil de graaf hem ontslaan, maar hij kan het niet over zijn hart krijgen om de aardige man de laan uit te sturen. De schuldeisers vragen dat Peter terugkeert naar zijn oude winkel. Paula beseft dat ze van hem houdt en ze volgt haar oude werkgever. Wanneer Oscar weer opduikt, is Peter bereid om hem weer in dienst te nemen, maar Paula wijst hem meteen de deur.

## Rolverdeling
| Acteur           | Personage        |
| ---------------- | ---------------- |
| Lewis Stone      | Graaf van Denham |
| Percy Marmont    | Peter Hungerford |
| Alma Rubens      | Paula            |
| Raymond Griffith | Oscar            |
| Eileen Percy     | Adele            |
| William V. Mong  | Philip           |
| John Merkyl      | Curator          |
| Otis Harlan      | Alfred           |